# STP-2
STP-2 byla kosmická mise společnosti SpaceX. V rámci programu Space Test Program při ní bylo pro Letectvo Spojených států amerických vyneseno celkem 24 satelitů na tři nízké a střední oběžné dráhy Země. Pro SpaceX šlo zatím o nejkomplexnější misi. Cena celé mise se pohybovala kolem 750 milionů dolarů, samotné vynesení pak stálo asi 160 milionů.
Start proběhl 25. června 2019 z rampy LC-39A startovacího komplexu 39. Použita byla raketa Falcon Heavy složená z nového centrálního stupně B1057 a dvou bočních stupňů B1052 a B1053, jež byly využity i při předchozí misi Falconu Heavy v dubnu 2019. Družice byly úspěšně rozvezeny, boční stupně přistály na pevnině na LZ-1 a LZ-2, centrální stupeň ASDS Of Course I Still Love You minul a poprvé se SpaceX podařilo zachytit aerodynamický kryt do sítě.

## Náklad
Počet vynášených satelitů byl postupně upřesňován, jednu dobu se počítalo s 25 satelity, které by doplnila balastní zátěž o váze 5 tun. V rámci programu Prometheus navíc mělo původně letět na misi STP-2 osm satelitů verze Block 2, letěly ale jen dva, přičemž jeden z nich byl navíc pouze maketou; zdroje se tak v celkových počtech rozcházejí a některé Prometheus nezmiňují.
Celková váha nákladu byla 3700 kg, balastní zátěž nebyla nakonec využita. Na palubě bylo 24 satelitů, ty největší z nich od amerického letectva a NASA, ale i od řady dalších organizací:
| Název               | Velikost            | Organizace                                  | Zaměření                                                  |
| ------------------- | ------------------- | ------------------------------------------- | --------------------------------------------------------- |
| DSX                 | 600 kg              | USAF                                        | výzkum magnetosféry a vlivu záření na součástky           |
| Formosat-7/Cosmic-2 | 6x 200 kg, SSTL-150 | NOAA, USAF, JPL, NSPO, SSTL, INPE, BoM      | výzkum ionosféry pomocí signálu GPS                       |
| GPIM                | 180 kg              | NASA, Ball Aerospace & Technologies         | test netoxického paliva                                   |
| OCULUS              | 180 kg              | studenti Michigan Technological University  | kalibrace pozemních pozorování                            |
| OTB-1               | SSTL-150            | JPL                                         | test atomových hodin a další experimenty                  |
| NPSat               | SSTL-150            | NRL                                         | výzkum ionosféry                                          |
| PROX-1              | 71 kg               | studenti Georgijského technického institutu | vypuštění LightSail 2, let ve formaci                     |
| LightSail 2         | 3U CubeSat          | Planetary Society                           | sluneční plachetnice                                      |
| E-TBEx              | 2x CubeSat          |                                             | zkreslení radiových signálů procházejících skrz ionosféru |
| CP-9 (LEO)          | 3U CubeSat          | studenti Cal Poly                           | telemetrie během letu, Wi-Fi přenos mezi cubesaty         |
| StangSat            | 2U CubeSat          | studenti Merritt Island High School         | telemetrie během letu, Wi-Fi přenos mezi cubesaty         |
| PSAT2               | 1,5U CubeSat        | USNA, VUT Brno                              | přenosová kapacita pro radioamatéry                       |
| TEPCE               | 2x 1,5U CubeSat     |                                             | test elektrodynamického pohybu                            |
| ARMADILLO           | 3U CubeSat          | Texaská univerzita v Austinu                | výzkum vesmírného smetí                                   |
| BRICSat-2           | 1,5U CubeSat        | USNA                                        | test jednoduchého a levného satelitu                      |
| Prometheus 2.6      | 1,5U CubeSat        | LANL                                        | test jednoduchého a levného satelitu                      |
| FalconSAT-7         | 3U CubeSat          | USAFA                                       | solární teleskop                                          |